# Ủy ban Thường vụ Đoàn Chủ tịch Trung ương Đảng Cộng sản Liên Xô
Ủy ban Thường vụ Đoàn Chủ tịch Trung ương Đảng Cộng sản Liên Xô (tiếng Nga: Постоянные комиссии при Президиуме ЦК КПСС) là ủy ban thường trực của Đoàn Chủ tịch Trung ương Đảng Cộng sản Liên Xô (Bộ Chính trị Đảng Cộng sản Liên Xô) trong thời gian từ 1952-1953.

## Lịch sử
Trong thời kỳ Stalin nằm quyền, do muốn kiểm soát được thông tin và nhận trực tiếp thông tin từ các vấn đề quan trọng, Stalin đã lập một số Ủy ban Thường vụ thuộc Bộ Chính trị. Tháng 4/1937, Bộ Chính trị thành lập Ủy ban Thường vụ vấn đề bí mật và chính sách đối ngoại Bộ Chính trị Trung ương Đảng Cộng sản toàn Liên bang (B) (tiếng Nga: Постоянная комиссия по вопросам секретного характера и вопросам внешней политики при Политическом бюро ЦК ВКП(б)) và Ủy ban Thường vụ vấn đề Kinh tế Bộ Chính trị Trung ương Đảng Cộng sản toàn Liên bang (B) (tiếng Nga: Постоянная комиссия по вопросам хозяйственного характера при Политическом бюро ЦК ВКП(б)).
Tháng 12/1945, Bộ Chính trị thành lập Ủy ban Thường vụ Đối ngoại Bộ Chính trị Trung ương Đảng Cộng sản toàn Liên bang (B) (tiếng Nga: Постоянная комиссия по внешним делам при Политическом бюро ЦК ВКП(б))
Vào ngày 18/10/1952, tại cuộc họp Đoàn chủ tịch Trung ương Đảng Cộng sản Liên Xô, Ủy ban Thường vụ Đối ngoại thuộc Bộ Chính trị Trung ương Đảng Cộng sản toàn Liên bang (Bolshevik) đã được chia thành ba Ủy ban Thường vụ thuộc Ban Chấp hành Trung ương Đảng.
Sau khi Stalin qua đời, các ủy ban thường vụ lần lượt bị bãi bỏ. Ủy ban Thường vụ về các vấn đề đối ngoại và quốc phòng đã bị bãi bỏ vào ngày 5/3/1953, ủy ban về các vấn đề tư tưởng đã bị bãi bỏ vào ngày 21/03/1953.